# Isabela a Portugaliei, Ducesă de Burgundia
Isabela a Portugaliei (21 februarie 1397 – 17 decembrie 1471) a fost infantă a Portugaliei din Casa de Aviz, singura fiică supraviețuitoare a regelui Ioan I al Portugaliei și a soției acestuia, Filipa de Lancaster. Cei mai notabili frați ai ei au fost: Henric Navigatorul, Petru, Duce de Coimbra și regele Eduard al Portugaliei. Ca a treia soție a lui Ducelui de Burgundia Filip cel Bun, ea a fost Ducesă consort de Burgundia.
Fiul ei, Carol Temerarul, a fost ultimul Valois ca Duce de Burgundia. Isabela a fost regentă în timpul absențelor soțului ei în 1432 și în 1441-1443.. L-a reprezentat pe soțul ei în negocierile cu Anglia privind comerțul în 1439..